# 가을철의 별자리
가을철의 별자리는 일반적으로 가을철(추분 ~ 입동)에 북반구의 밤하늘에서 쉽게 찾아볼 수 있는 별자리들을 의미한다.

## 황도상의 별자리들
궁수자리의 동쪽으로 염소자리, 그 동쪽으로 물병자리, 물고기자리, 양자리가 황도상에 연이어져 있다. 모두 밝은 별이 없는 눈에 띄지 않는 별자리뿐이다. 현재의 춘분점이 물고기자리에 있는데, 기원전 150년경의 그리스 시대에 히파르쿠스가 세차(歲差) 현상을 발견했을 당시에는 양자리에 있었다. 이 별자리의 기호는 구부러진 뿔을 가진 목양의 얼굴 정면을 본 모양으로, 그리스 문자 γ와 비슷하다는 데서 춘분점을 γ점으로 부르게 되었다. 또한 같은 이유로 춘분점을 양자리의 출발점으로 부르는 경우도 있다.

### 염소자리
가을철 남쪽 하늘의 어두운 별자리이다. 황도 12궁의 열 번째 별자리로, 염소의 몸과 물고기의 고리를 가진 신화적인 동물을 상징한다. 별들의 위치가 특별한 모양을 이룬 것은 아니지만, 주위에 눈에 띄는 다른 별이 없어 이 별자리를 찾기는 어렵지 않다. 염소의 머리를 이루는 알파별과 베타별은 모두 이중성으로, 두 별 모두 주위를 공전하는 동반성을 가지고 있다. 태양은 1월 말부터 2월 중순까지 이 별자리를 지난다.

### 물병자리
물병자리(Aquarius)는 황도 12궁의 열한 번째 별자리로 북쪽에는 페가수스자리의 사각형이, 남쪽에는 포말하우트별이 있다. 이 별자리에 있는 밝은 별로는 알파별인 사달멜리크와 베타별인 사달수드 등이다. 이 외에도 전형적인 백색 근접쌍성인 제타별이 있다.

### 물고기자리
물고기자리(Pisces)는 북반구에 있는 황도 12궁의 열두 번째 별자리이다. 이 별자리는 꼬리가 끈에 묶여 있는 물고기 두 마리의 모양이다. 이 끈의 매듭 부분에는 물고기자리 알파별이 있다. 물고기자리에는 어두운 별들이 끈처럼 길게 이루어져 있어 밤하늘에서 눈에 잘 띄지 않는다. 태양은 3월 중순에서 4월 중순 사이에 이 별자리를 지난다.

### 양자리
황도 12궁의 첫 번째 별자리로 양 모양이다. 안드로메다자리의 남쪽에 있으며 알파별인 하말은 주황색이며 맨눈으로도 볼 수 있고, 베타별은 전형적인 이중성이다. 태양은 4월 말부터 5월 중순까지 이 별자리를 지난다.♈️

## 기타 별자리들

### 페가수스자리와 안드로메다자리
가을철 하늘의 중심은 금방 눈에 띄는 페가수스(Pegasus)의 큰 사변형이다. 이는 페가수스자리의 α, β, γ별과 옆의 안드로메다자리의 α별로 이루어진 사변형이다. α, β를 잇는 변은 적경(赤經) 23h선에 평행하며, γ와 안드로메다자리의 α별을 잇는 변은 Oh선에 거의 가까워 이 두 변을 북쪽으로 뻗치면 북극에서 서로 만난다. α별은 2.1등, B형의 푸른빛을 띤 거성이고, 그에 비해 β별은 2.1등, M형의 붉은 거성, γ별은 합성 등급이 2.2등인 황금색과 노란색 별이 이어져 있는 이중성이다. 안드로메다자리는 α별에서 동북쪽으로 뻗은 거성이다. 유명한 안드로메다 은하는 달이 없는 밤에는 육안으로도 희미하게 볼 수 있는 유일한 은하로, μ(무)성의 북쪽에 있다. 광대한 페가수스자리의 서쪽 구석에는 여우자리가 있으며, 그 북쪽에는 도마뱀자리가 있는데 모두 식별하기가 어렵다. 그리고 또 가을에 뜨는 엄마다

### 남쪽물고기자리와 고래자리
페가수스 사변형의 β와 α를 잇는 변을 멀리 남쪽으로 뻗치면 황소자리와 물병자리를 거쳐 남쪽물고기자리의 푸르게 빛나는 α별 포말하우트에 이른다. 이 별은 가을철 남쪽 하늘의 유일한 1등성(1.2등, A3형)인데, 매우 낮은 위치에 있다. 페가수스 사변형 동쪽의 남북으로 뻗은 변을 남쪽으로 뻗치면 물고기자리를 거쳐 고래자리의 β별(2.0등)에 도달한다. 고래자리는 이 부근에서 훨씬 동쪽으로 양자리 남쪽까지 차지하는 커다란 별자리로, β별에서 순서대로 더듬어 가면 2.5등의 α별에 이르게 된다. 유명한 장주기 변광성 ο(오미크론)성은 β와 α의 중간, 거의 α별 가까이에 있는 붉은별이다. 이 별은 미라(Mira)로 불리며, 주기가 332일로 최대 2.0등에서 최소 10.1등까지 크게 변광한다. 그 반지름은 태양 반지름의 440배나 되는 초(超)거성이다.

#### 포말하우트
포말하우트(Fomalhaut)는 남쪽물고기자리의 알파별이다. 이 별 주변에는 밝은 별이 없어 혼자 빛나고 있는 것처럼 보인다. 겉보기등급은 1.2등급이며, 분광형이 A3인 주계열성이다. 지구에서의 거리는 약 22광년이다. 

#### 미라
고래자리의 오미크론(ο)별. 적색거성으로 변광성이다. 최고로 밝아질 때는 가장 희미할 때보다 100배나 밝다. 미라의 질량은 태양과 거의 비슷하나 크기는 훨씬 크다. 지구에서 약 270광년 떨어진 곳에 있다.

### 삼각형자리
안드로메다자리와 양자리 중간에 자리한 작은 별자리이다. 이 안에는 안드로메다 은하와 함께 우리 은하계에 가장 가까운 은하 M33이 있다.

### 페르세우스자리
안드로메다자리 동쪽, 은하수 한가운데에 페르세우스자리가 있다. 그다지 밝은 별은 아니지만 β별 알골은 유명한 식연성(蝕連星)으로, 거의 크기가 같은 두 개의 항성이 공통 중심 주위를 공전하여 식(蝕)을 일으키고 있기 때문에 다른 빛으로 보인다. 최대 2.1등에서 최소 3.4등까지 변화한다. 이 별자리의 서북쪽 구석에 유명한 이중 산개 성단이 있으며, 작은 망원경으로도 확인할 수 있다.

#### 알골
페르세우스자리에서 두 번째로 밝은 별로 페르세우스자리 베타별이라고도 한다. 하나의 별로 보이지만 실제로는 식쌍성으로, 서로의 주위를 돌면서 하나가 주기적으로 상대별이 내는 빛을 가린다. 이런 작용 때문에 지구에서 보면 쌍성의 밝기가 줄어들어 보인다. 두 별의 중심부 사이 거리는 약 1,100만 km이다. 한 별은 표면온도가 약 12,000°C에 이르지만, 상대별은 그보다 어두운 표면온도도 1/3밖에 되지 않는다. 지구에서 약 100광년 정도 떨어진 곳에 있다.

### 카시오페이아자리
안드로메다자리와 페르세우스자리에서 북극 근처에 W자 모양의 카시오페이아자리가 눈에 띈다. 왼쪽부터 ε, δ, γ, α, β의 각 별이 극을 향해 형성하는 약간 찌그러진 W자형이다. α별은 2.2등, β별은 2.3등, γ별은 1.6등에서 3.0등까지 변하는 변광성, δ별은 2.7등, ε별만이 4등성으로 어둡다.

## 같이 보기
- 별자리
- 봄철의 별자리
- 여름철의 별자리
- 겨울철의 별자리
- 북극 부근의 별자리
- 남극 부근의 별자리